# Boule tharonnaise
La boule tharonnaise est un jeu de boules pratiqué dans la station balnéaire de Tharon-Plage, dans la commune de Saint-Michel-Chef-Chef, sur la côte atlantique, en Loire-Atlantique, région Pays de la Loire.
Le jeu de boules tharonnaise est inscrit à l'Inventaire du patrimoine culturel immatériel en France.

## Historique
C’est à la fin des années 1940 à Tharon que la boule tharonnaise fut créée pour diversifier les occupations de ceux qui se retrouvaient au café autour d’un jeu de cartes. Le jeu tira son inspiration en grande partie de la boule nantaise, en s’octroyant quelques spécificités qui seraient bientôt plus ou moins fixées dans un règlement. Le jeu de boules tharonnaises n’acquit son côté officiel qu’en 1951 avec la création de l’ « Amicale Bouliste Tharonnaise ». Depuis, le jeu connait un grand succès, qu’il partage avec la boule nantaise. 

## Le jeu
Le but du jeu de la boule tharonnaise est de faire rouler ses boules en laiton de plus d’un kilo au plus près du « petit », une plus petite boule lancée auparavant dans un espace délimité. Il est interdit de lancer sa boule, celle-ci doit obligatoirement rouler, dès le moment où elle est lâchée par le joueur. Cependant, le joueur peut se servir des bandes cimentées du terrain en terre battue lors de ses lancers. Le terrain de 18 mètres de long et de 2,5 mètres de large a la particularité d’être légèrement incurvé. 
La première équipe ou joueur individuel qui arrive à 11 points a gagné la partie. 